# Consuming Impulse
Consuming Impulse (на обложке стилизовано под римское письмо как CONSVMING IMPVLSE) — второй студийный альбом нидерландской группы Pestilence, вышедший 3 октября 1989 года в Европе 25 декабря 1989 года в Америке и других регионах на лейбле Roadrunner Records. Альбом был выдержан в духе классического дэт-метала, отойдя от трэш-металлических влияний, ещё отчётливо заметных в дебютном альбоме группы Malleus Maleficarum. Некоторые издания причисляют альбом к предвестникам жанра техничного дэт-метала.
Запись пластинки проходила в берлинской студии Music Lab Studios. Группа работала с продюсером Харрисом Джонсом, ранее продюсировавшим такие группы, как Tankard, Voivod и Sodom.

## Предыстория
В 1988 году Pestilence записали и выпустили дебютный альбом Malleus Maleficarum. Вскоре после концертного тура группа приступила к подготовке материала для нового альбома. Под влиянием общих течений дэт-метал-сцены и новых альбомов, в особенности от групп флоридской сцены, таких как Leprosy группы Death и Altars of Madness группы Morbid Angel, группа искала более тяжёлый и бескомпромиссный дэтовый звук. В период между двумя альбомами группу решил покинуть гитарист Рэнди Мейнхард, создавший более приближённую к трэш-металу группу Sacrosanct и позвавший к себе барабанщика Марко Фоддиса. Однако Pestilence, безуспешно пытаясь найти Марко замену, договорились о его возвращении в группу. Вместо Мейнхарда был приглашён Патрик Утервейк из фламандского коллектива Theriac. На какое-то время группа стала квинтетом: из того же Theriac к Pestilence присоединился басист Себастиан Дойес. Однако Себастиан и остальная группа не сошлись характерами, и в итоге всё закончилось тем, что на одном из выступлений басист прямо на сцене потерял сознание вследствие переутомления (группа приняла это за приступ эпилепсии). После прений с Патриком Мамели он покинул группу, и обязанности басиста снова легли на плечи вокалиста Мартина ван Дрюнена. К записи второго альбома группа подошла в составе Мамели—ван Дрюнен—Утервейк—Фоддис.

#### The Consuming Rehearsals
В репетиционных записях, сделанных в 1989 году, заметно, что для альбома планировалось инструментальное интро «City of the Living Dead», названное в честь итальянского фильма ужасов. Также была записана песня «Testimony of the Ancients», не вошедшая в Consuming Impulse, но исполнявшаяся Pestilence вживую и вошедшая впоследствии в одноимённый третий альбом, Testimony of the Ancients под названием «Testimony». В 2006 году эти записи были предоставлены ван Дрюненом лейблу Metal War Productions и вошли в бонус-диск к компиляции Chronicles of the Scourge. Диск доставлялся только тем, кто совершил предзаказ по почте.

## Запись альбома и выход
Группа продолжила исполнять контрактные обязательства перед Roadrunner Records, и работа над альбомом началась. В качестве продюсера группа выбрала Харриса Джонса. Группа была недовольна принципами работы Калле Траппа над их дебютным альбомом и решила отказаться от его услуг. Под впечатлением от работ Джонса над многими группами и в особенности альбомом Voivod Killing Technology, нидерландцы c энтузиазмом восприняли эту возможность. Мартин ван Дрюнен кардинально поменял вокальный стиль: голос стал более гроуловым и глубоким, отойдя от трэшевого скриминга из предыдущего альбома. Ван Дрюнен вспоминает, что основным ориентиром для него в то время был Джон Тарди из Obituary (тогда ещё Xecutioner), демо-запись которых показали ему другие участники группы. Впоследствии вокалист сетовал на недостаточное качество вокала и считал, что мог исполнить свои партии намного лучше. Патрик Утервейк быстро влился в коллектив и принял участие в написании музыки. Звук гитар стал более перегруженным, а ударных — хлёстким и выдвинутым вперёд, включая в себя филлы «пластикового» ряда малых барабанов, подобный такому в другом альбоме продюсерства Харриса Джонса — Pleasure to Kill, и крайне громкий звук тома из шульдинеровского Leprosy. Ван Дрюнен не играл партии бас-гитары, так как считал свои навыки недостаточными, чтобы записать бас как положено в отведённое студийное время; их, как и в предыдущем альбоме, отыграл Патрик Мамели. Написание текстов было отведено Марко Фоддису и ван Дрюнену, кроме обыкновенной для классического дэт-метала брутальной и жестокой тематики текстов, в альбоме затрагиваются также темы экологического кризиса («The Process of Suffocation»), посттравматического синдрома («The Trauma») и религиозного фанатизма («Deify Thy Master»). В альбоме нередко встречаются вкрапления клавишных и сэмплы; инструментальная композиция-соло «Proliferous Souls», где ведущие партии Мамели переплетаются с клавишными пассажами, была отмечена критиками как трек, предвосхитивший прогрессивное направление, взятое группой в следующем альбоме.
Альбом вышел в Европе 3 октября 1989 года под вывеской Roadracer Records и в Северной Америке 25 декабря 1989 года на лейбле R/C Records, суб-лейбле Roadrunner (Roadracer) Records. Впоследствии ван Дрюнен подверг лейбл жёсткой критике за работу по промоушену альбома. вспоминал, что практически ничего не заработал на выходе альбома и турах и никогда не получал от Roardunner положенные роялти. Большую часть промоушена — договорённости о концертах и выпуск мерчандайза — группе пришлось организовывать самой. Также, по его словам, лейбл подарил музыкантам лишь по одной виниловой копии альбома, и для того, чтобы подарить копию своим родителям, ему пришлось покупать её за свои деньги.

## Обложка
Оригинальная обложка должна была изображать поедающих друг друга людей, но руководство Roadrunner Records посчитало эту идею слишком вызывающей для американского рынка и в последнюю минуту изменила кавер-арт в пользу работы некоего Squeal, изображающей лицо человека, атакованного стаей муравьёв. Лейбл до последнего момента не ставил в известность музыкантов, которым вариант обложки с муравьями не понравился. Выпущенная до этого атрибутика с оригинальным оформлением альбома, тем не менее, продавалась группой во время европейского тура c Autopsy и Bolt Thrower. Несмотря на это, итоговая обложка была воспринята положительно и также стала культовой.
Фрагмент отвергнутого варианта обложки, тем не менее, появился на выпущенном в 2006 году концертном альбоме Pestilence Chronicles of the Scourge. В 2019 году Hammerheart Records было выпущено переиздание альбома с оригинальной обложкой.

## Концертные туры и события после
В феврале—апреле 1990 года Pestilence, Autopsy и Bolt Thrower отправились в совместный тур Bloodbrothers (англ. Кровные братья). Этот тур являлся одним из первых целиком дэт-металлических концертных туров. Выступления прошли в странах Бенилюкса, Франции, Швейцарии и ФРГ. После концерта в Зандаме группа ввязалась в драку с группировкой скинхедов, в итоге Патрик Мамели получил увечья и пропустил несколько концертов. По решению лейбла на заключительный отрезок тура по Западной Германии Bolt Thrower были заменены на местную группу Morgoth.
К концу 1990 года группа отправилась в другой масштабный тур: по США вместе с британцами Carcass и флоридской группой Death. Pestilence едва хватало средств на проживание, поддержка лейбла была условной, а также многие концерты были омрачены порой безбашенным поведением публики: так, выступление Death в Хьюстоне было сорвано после того, как на Чака Шульдинера стейдждайвер вылил бутылку воды, и он покинул сцену в ярости. К концу американского тура в группе наметился раскол: ван Дрюнен был не согласен с тем, как Патрик Мамели стал вести дела в коллективе и считал, что он «зазвездился». Кроме того, он был категорически против идеи Патрика записывать следующий альбом в Morrisound Recording под руководством Скотта Бёрнса, так как считал, что «отполированный» американский саунд абсолютно не подходит музыке Pestilence и считал, что «Pestilence как группа должны были придерживаться европейского звучания». В итоге он выговорился на эту тему барабанщику Марко Фоддису. На следующий день Марко рассказал всё Мамели, что оставило ван Дрюнена в недоумении. После возвращения в Нидерланды Мартин был вызван на общий сбор с целью обсудить будущее группы. Он вспоминает, что как только он вошёл в комнату, Мамели сразу принялся критиковать его за алкоголизм и плохое качество выступлений. Мартин в ответ на это впал в ярость, попросту выкрикнул «К черту вас и вашу группу!» и захлопнул дверь. В кратчайшие сроки Мартин ван Дрюнен присоединился к группе Asphyx, в которой его впечатлила бескомпромиссность и тяжесть материала. Впоследствии Мартин активно критиковал музыку Pestilence, которую группа записывала после его ухода, в особенности «неуместные» джазовые элементы Spheres.
К записи следующего альбома Мамели привлёк Тони Чоя из Cynic и Atheist, а вокальные партии исполнил сам. 
В 2019 году Pestilence провели концертный тур Evrope Redvced to Ashes 2019, где группа в честь 30-летнего юбилея Consuming Impulse исполняла альбом вживую целиком. Из состава коллектива на момент тура в записи альбома участие принимал только Патрик Мамели. Тур проходил с 21 февраля по 30 марта 2019 года.

## Видеоклипы
На песню «Out of the Body» был снят видеоклип, получивший ротацию на телевидении, включая программу Headbangers' Ball на MTV. Тем не менее, Мартин ван Дрюнен отрицает, что клип был снят специально лейблом.

## Оценки и влияние
Альбом получил крайне положительные отзывы музыкальных критиков. Музыкальная пресса хвалила гитарную работу пластинки и вокал Мартина ван Дрюнена. Альбом быстро завоевал культовый статус и оказал заметное влияние на развитие жанра. Критик из издания metal.de отмечает то, что альбом замещает недостаток разнообразия в музыкальной составляющей эффектным звучанием и образующимся ощущением целостности материала. Рецензент вебзина No Clean Singing также крайне высоко оценил альбом: «Consuming Impulse обладает звучанием, ощущениями и интенсивностью альбома, созданного с определённой мыслью: сочинить классику, и это титул запись получила абсолютно заслуженно… он звучит так, словно группа захотела подчинить себе весь мир». Нидерландский сайт White Room Reviews дал положительную оценку переизданию 2023 года. Критик Джон Серба из издания AllMusic высоко оценил альбом, дав ему 4,5 звезды из 5, назвав его большим шагом вперёд по сравнению с предшественником Malleus Maleficarum и похвалив «одновременно сырое и чистое звучание». Немецкий журнал Rock Hard поставил альбому оценку 9 баллов из 10. Журналист Джон Дьюк из британской версии журнала Metal Hammer поставил альбому 4 балла из 5, назвав его большим шагом вперёд по сравнению с предшественником, раскритиковав «томные соло, которые на поверку — бессмысленные пастиши», но отметив достойный вокал: «Хорошо скомпонованные риффы плавно растекаются под голос мистера [ван] Друнена, который постоянно звучит так, словно он разрывает огромную грыжу кесаревым сечением, ещё и без анестезии».
В 2013 году альбом вошёл в зал славы журнала Decibel. В 2020 году альбом вошёл в список 50 лучших альбомов дэт-метала всех времён, составленный по результатам голосования читателей журнала Metal Hammer. Издание Worship Metal включило альбом в список 5 лучших альбомов дэт-метала 1989 года, поставив его на 2 место.
В 2008 году соотечественники из Legion of the Damned записали кавер на песню «Chronic Infection», который вошёл как бонус-трек к альбому Feel the Blade. Мартин ван Дрюнен принял участие в записи кавер-версии в качестве приглашённого вокалиста. Группа включила эту кавер-версию в свой мини-альбом The Poison Chalice в 2023 году. Также на эту песню кавер записывали американцы из Skeletal Remains.
Альбом разошёлся по всему миру тиражом по крайней мере 150 тысяч копий к 2003 году.

## Переиздание
9 сентября 2003 года лейбл Roadrunner Records переиздал этот и следующий альбом Pestilence Testimony of the Ancients (1991) в рамках своей серии двойных CD Two from the Vault.
В 2013 году альбом был издан в составе пятичастного сборника Roadrunner Records Extreme Metal 101. Альбом вошёл в первый выпуск.
В 2017 году Hammerheart Records переиздал альбом, а в 2019 году выпустил масштабное переиздание, посвященное 30-летнему юбилею альбома.
В 2023 году вышло очередное переиздание альбома — ремастер без бонусных треков, вышедший на лейбле Agonia Records.

## Список композиций
Вся музыка написана Патриком Мамели, если не указано иное.
| №  | Название                     | Текст песни       | Музыка                  | Перевод названия       | Длительность |
| -- | ---------------------------- | ----------------- | ----------------------- | ---------------------- | ------------ |
| 1. | «Dehydrated»                 | Мартин ван Дрюнен | Патрик Мамели           | «Обезвоженный»         | 3:06         |
| 2. | «The Process of Suffocation» | ван Дрюнен        | Мамели, Патрик Утервейк | «Процесс удушенья»     | 2:38         |
| 3. | «Suspended Animation»        | ван Дрюнен        | Мамели, Утервейк        | «Криоконсервация»      | 3:26         |
| 4. | «The Trauma»                 | Марко Фоддис      |                         | «Травма»               | 3:16         |
| 5. | «Chronic Infection»          | Фоддис            |                         | «Хроническая инфекция» | 3:57         |

| №                   | Название                                    | Текст песни         | Музыка              | Перевод названия         | Длительность |
| ------------------- | ------------------------------------------- | ------------------- | ------------------- | ------------------------ | ------------ |
| 1.                  | «Out of the Body»                           | Фоддис              |                     | «Из тела»                | 4:36         |
| 2.                  | «Echoes of Death»                           | Фоддис              |                     | «Эхо погибели»           | 4:13         |
| 3.                  | «Deify Thy Master»                          | Фоддис              | Мамели, Утервейк    | «Боготвори Вождя своего» | 4:50         |
| 4.                  | «Proliferous Souls» (инструментальный трек) |                     |                     | «Плодящиеся души»        | 2:04         |
| 5.                  | «Reduced to Ashes»                          | ван Дрюнен          |                     | «Обращены в прах»        | 4:51         |
| Общая длительность: | Общая длительность:                         | Общая длительность: | Общая длительность: | Общая длительность:      | 36:57        |

| №   | Название                                          | Длительность |
| --- | ------------------------------------------------- | ------------ |
| 1.  | «City of the Living Dead / Antropomorphia» (live) | 4:40         |
| 2.  | «Parricide» (live)                                | 4:09         |
| 3.  | «Echoes of Death» (live)                          | 4:24         |
| 4.  | «Subordinate to the Domination» (live)            | 4:46         |
| 5.  | «Commandments» (live)                             | 5:33         |
| 6.  | «Out of the Body» (live)                          | 4:09         |
| 7.  | «Chemoterapy» (live)                              | 5:17         |
| 8.  | «Cycle of Existence» (live)                       | 3:44         |
| 9.  | «Suspended Animation» (live)                      | 3:20         |
| 10. | «The Trauma» (live)                               | 3:22         |

| №   | Название                               | Длительность |
| --- | -------------------------------------- | ------------ |
| 11. | «Subordinate to the Domination» (live) | 4:13         |
| 12. | «Cycle of Existence» (live)            | 3:20         |
| 13. | «Extreme Unction» (live)               | 1:42         |
| 14. | «Chemotherapy» (live)                  | 4:52         |
| 15. | «Bacterial Surgery» (live)             | 5:06         |
| 16. | «Systematic Instruction» (live)        | 3:59         |
| 17. | «Consuming Impulse» (1989 demo)        | 3:46         |

## Участники записи
- Патрик Мамели — гитара, бас-гитара (студия)
- Патрик Утервейк — гитара
- Мартин ван Дрюнен — вокал, бас-гитара (указан как бас-гитарист, студийный бас записан Патриком Мамели)
- Марко Фоддис — барабаны